# Ад в клетка (2019)
Ад в клетка (2019) (на английски: Hell in a Cell) е pay-per-view кеч събитие на WWE. Провежда се на 6 октомври 2019 г. в Golden 1 Center в Сакраменто, Калифорния. Това е единадесетото събитие в хронологията на Ад в клетка.
Девет мача са част от събитието, включително един в предварителното шоу. Основното събитие, което е мач в адската клетка за WWE Universal Championship между шампиона Сет Ролинс и „Сатаната“ Брей Уаят, завършва със съдийско спиране. В другия мач в адска клетка, който открива шоуто, Беки Линч побеждава Саша Банкс чрез предаване, за да запази WWE Raw Women's Championship.
Събитието е посрещнато с отрицателно мнение както от критиците, така и от феновете, главно поради прекратяването на главния мач. Тълпата не приема нелогичния завършек на главния мач (съдийско спиране на мач без никакви правила и дисквалификация, който традиционно не завършва по такъв начин), скандирайки „глупости“, „върнете ни парите“, „рестартирайте мача“, а също и AEW във връзка с All Elite Wrestling, конкурентната кеч компания. Междувременно, мача между Банкс и Линч получава възхвала както от фенове, така и от критици.

## Резултати
| #                                       | Мач | Правила                                            | Време |
| --------------------------------------- | --- | -------------------------------------------------- | ----- |
| Преди шоуго                             | Наталия побеждава Лейси Евънс чрез предаване                                                                                             | Сингъл мач                                         | 09:25 |
| 1                                       | Беки Линч (ш) побеждава Саша Банкс чрез предаване                                                                                        | Мач в адска клетка за WWE Raw Women's Championship | 21:50 |
| 2                                       | Даниъл Брайън и Роман Рейнс побеждават Люк Харпър и Ерик Роуън                                                                           | Торнадо отборен мач                                | 16:45 |
| 3                                       | Ренди Ортън побеждава Али | Сингъл мач                                         | 12:10 |
| 4                                       | Кабуки войните (Аска и Каири Сейн) побеждават Алекса Блис и Ники Крос (ш)                                                                | Отборен мач за WWE Women's Tag Team Championship   | 08:15 |
| 5                                       | Викингите разрушители (Ивар и Ерик) и Броун Строуман побеждават Клубът (Ей Джей Стайлс, Люк Галоус и Карл Андерсън) чрез дисквалификация | Шесторен отборен мач                               | 08:15 |
| 6                                       | Чад Гейбъл побеждава Крал Корбин | Сингъл мач                                         | 12:40 |
| 7                                       | Шарлът Светкавицата побеждава Бейли (ш) чрез предаване                                                                                   | Сингъл мач за WWE SmackDown Women's Championship   | 10:15 |
| 8                                       | Сет Ролинс (ш) срещу „Сатаната“ Брей Уаят е прекратен                                                                                    | Мач в адска клетка за WWE Universal Championship   | 17:30 |
| (ш) – указва шампионa/шампионите в мача | |                                                    |       |